# Филиппо Негроли
Филиппо Негроли (итал. Filippo Negroli; 1510—1579) — миланский оружейник, живший в XVI столетии.
Негроли был широко известен своим мастерством и может рассматриваться как известнейший оружейник всех времён. Филиппо работал вместе со своими младшими братьями — Джованни Баттиста (Giovan Battista, 1511—1591) и Франческо (Francesco, 1522—1600) в семейной мастерской Негроли, принадлежащей их отцу — Джану Джакомо Негроли (Gian Giacomo Negroli, 1463—1543). Филиппо специализировался на чеканке, в то время как его брат Франческо занимался инкрустацией доспехов золотом и серебром. Работы Филиппо особо примечательны тем, что сработаны они из стали, а не из более удобного при работе железа.
К его работам относят парадные доспехи таких исторических личностей как Карл V, император Священной Римской империи, и Гвидобальдо II, герцог Урбинский.
Ниже представлены некоторые из работ Филиппо
- Бургиньот Карла V, Королевская Оружейная, Мадрид, Испания.[1]
- Бургиньот, Метрополитен-музей.[2]
- Бургиньот, Собрание Уоллеса.